# The Medium (film, 2021)
Pour les articles homonymes, voir Médium.
Pour plus de détails, voir Fiche technique et Distribution.
The Medium (thaï : ร่างทรง,, Rang Zong) est un film d'horreur surnaturel thaïlandais et sud-coréen de 2021, réalisé par Banjong Pisanthanakun et produit par Na Hong-jin,,,. 
Ce film a été tourné comme un faux documentaire dans la province de Loei en Isan, au nord-est de la Thaïlande. C'est une coproduction de la société thaïlandaise GDH 559 et de la société sud-coréenne Showbox. Le film a été présenté en avant-première au 25e Festival international du film fantastique de Puchon,,. Il est sorti en salle en Corée du Sud le 14 juillet 2021 et en Thaïlande le 28 octobre 2021.

## Synopsis
Une équipe de documentaristes thaïlandais se rend dans le nord-est de la Thaïlande, à Isan, pour documenter la vie quotidienne d'une médium locale, Nim, qui est possédée par l'esprit de "Bayan", une divinité locale que les villageois vénèrent. Mink, sa nièce, commence à montrer des signes indiquant qu’elle serait possédée mais au fil du temps, le comportement bizarre de Mink devient plus extrême et commence à laisser entrevoir quelque chose de plus sinistre.

## Fiche technique
- Titre : The Medium
- Titre original : ร่างทรง / Rang Song
- Réalisation : Banjong Pisanthanakun
- Scénario : Chantavit Dhanasevi et Na Hong-jin
- Musique : Chatchai Ponhprapahan
- Société de production : GDH 559[13] et Showbox
- Genre : Horreur / Fantastique
- Langue : Thaï siamois et thaï Isan
- Durée : 130 minutes
- Pays de production : Thaïlande et Corée du Sud[14]
- Date de sortie : 14 juillet 2021 en Corée du Sud ; 28 octobre 2021 en Thaïlande ; sortie en DVD en France le 22 juin 2022

## Distribution
- Narilya Gulmongkolpech (VFB : Ludivine Deworst) : la jeune Mink
- Sawanee Utoomma (VFB : Laurence César) : Nim, chaman et tante de Mink
- Sirani Yankittikan (VFB : Nathalie Stas) : Noi, grande sœur de Nim et mère de Mink
- Yasaka Chaisorn (VFB : Thierry Janssen) : Manit, grand frère de Nim et oncle de Mink
- Arunee Wattana (VFB : Laurence Stévenne) : Pang, épouse de Manit
- Thanutphon Boonsang (VFB : Julie Dieu) : Lisa, amie de la jeune Mink
- Boonsong Nakphoo (VFB : Jean-Pierre Denuit) : Santi, l'ami chaman de Nim